# Dikasterij za evangelizacijo
Dikasterij za evangelizacijo (latinsko Dicasterium pro evangelizatione) je dikasterij Rimske kurije, ustanovljen z apostolsko konstitucijo papeža Frančiška Praedicate Evangelium, objavljeno 19. marca 2022. Ta je stopila v veljavo 5. junija 2022, na binkošti. V dikasterij sta bila združena Pontifikalni svet za novo evangelizacijo in Kongregacija za evangelizacijo narodov. 
V konstituciji Praedicate Evangelium  papeža Frančiška je zapisano, da so naloge dikasterija predvsem v smislu evangelizacije, da bi se Kristus, ki je luč ljudem, lahko spoznal in pričeval v besedi in delu, ter da bi se lahko zgradilo njegovo mistično telo, ki je Cerkev. Dikasterij je zadolžen za določitev in razlago temeljnih vprašanj evangelizacije v svetu in za vzpostavitev, spremljavo in podporo novih posebnih Cerkva, ter je odgovoren za temeljna vprašanja evangelizacije.

## Organiziranost
Del novoustanovljenega dikasterija se ukvarja s »temeljnimi vprašanji evangelizacije v svetu«, drugi del pa s »prvo evangelizacijo in novimi določenimi Cerkvami na ozemljih v njeni pristojnosti«. Dikasterij vodi neposredno rimski škof (papež), ki je njegov prefekt.

## Pomen
Po konstituciji Praedicate Evangelium je dikasterij za evangelizacijo prvi na seznamu dikasterijev rimske kurije. To se razlaga s tem, da je evangelizacija najpomembnejša naloga Cerkve. Tudi v zadnjih 500 letih so bili Kongregacija za verski nauk in njeni organi najpomembnejši deli kurije. 
Tajnik sveta kardinalov, mons. Marco Mellino je na predstavitvi konstitucije Praedicate Evangelium povedal, da vrstni red dikasterijev v konstituciji sicer nima pravnega učinka, vendar da so med prvimi tremi dikasteriji »morda« evangelizacija (Dikasterij za evangelizacijo), pred doktrino (Dikasterij za verski nauk), ter da jima tesno sledi Dikasterij za karitativno služenje.

## Zgodovina
Predhodno Kongregacijo za evangelizacijo narodov je leta 1967 ustanovil papež Pavel VI, in sicer kot reformirano Kongregacijo za širjenje vere.

## Prefekti
- Papež Frančišek (5. junij 2022 - 21. april 2025)
- Papež Leon XIV. (od 8. maja 2025 - sedaj)